# 洛姆格拉本河 (阿沙夫河支流)
49°59′16.01″N 9°7′40.79″E / 49.9877806°N 9.1279972°E

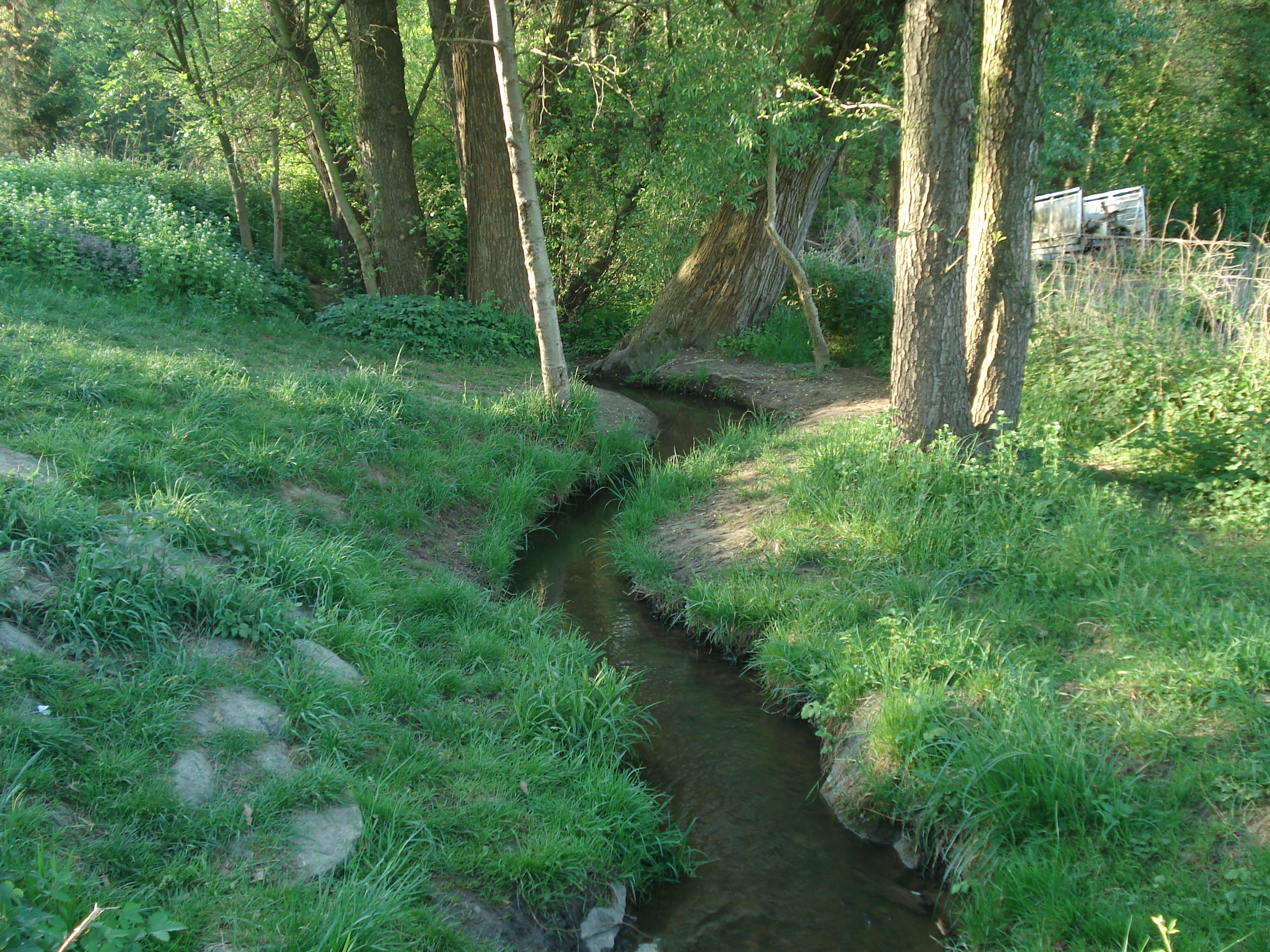
洛姆格拉本河（阿沙夫河支流）

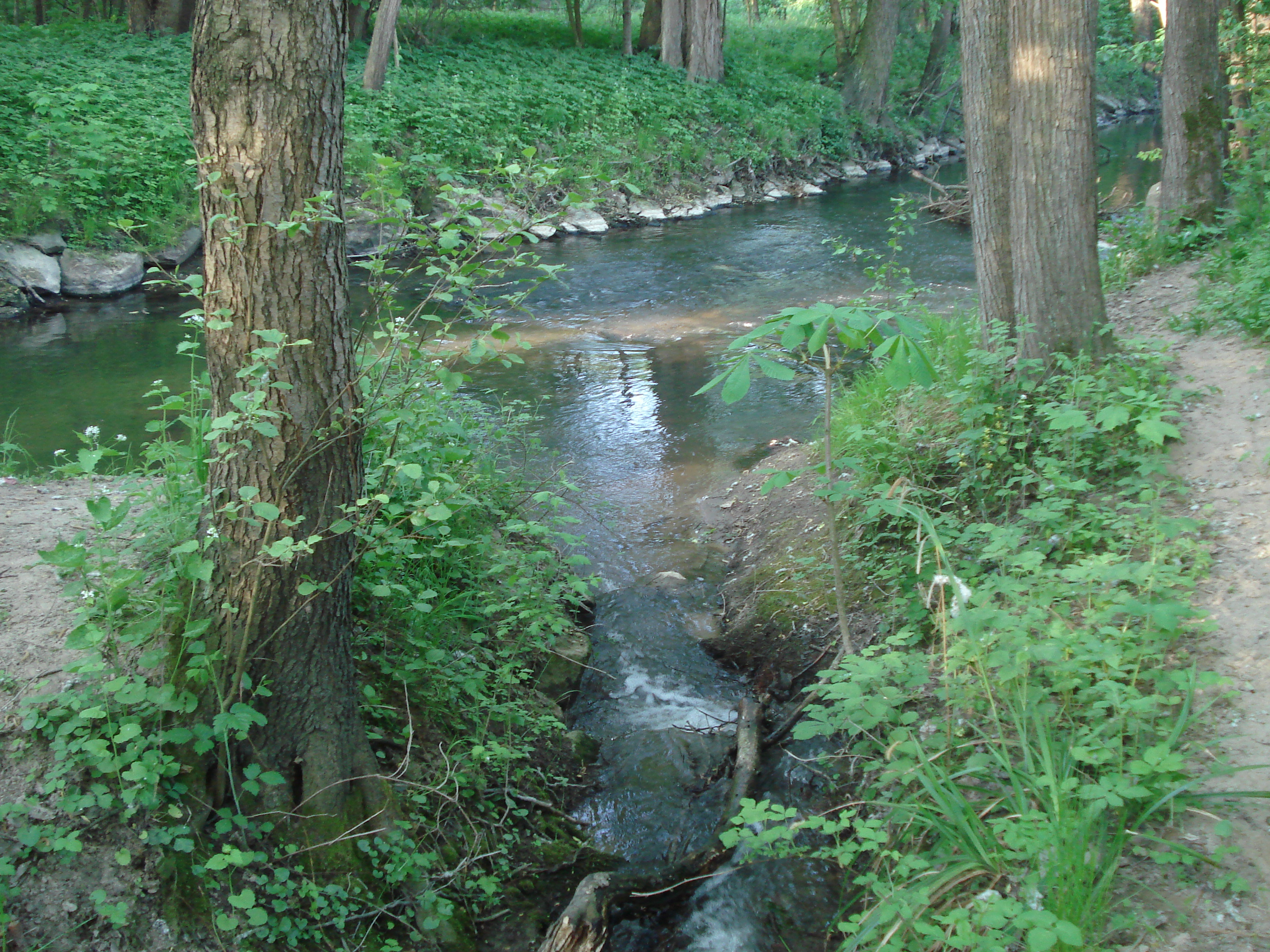
洛姆格拉本河（阿沙夫河支流）

洛姆格拉本河（德語：Lohmgraben），是德國的河流，位於該國東南部，由巴伐利亞負責管轄，屬於阿沙夫河的右支流，河道全長0.8公里，流域面積3.3平方公里。